# Jeffrey Sachs
Jeffrey David Sachs (ur. 5 listopada 1954 w Detroit) – amerykański ekonomista żydowskiego pochodzenia. Zasłynął on jako ekonomiczny doradca rządów w Ameryce Łacińskiej, Europie Wschodniej, krajach byłego ZSRR, Azji i Afryce. Sachs znany jest także ze swojej współpracy z międzynarodowymi organizacjami na rzecz zwalczania biedy, redukcji zadłużenia i walki z chorobami – zwłaszcza HIV/AIDS w krajach rozwijających się. Jest autorem wielu artykułów i książek o tematyce ekonomicznej.

## Życiorys
W celu rozwiązania kryzysów gospodarczych takich państw jak Boliwia, Rosja, czy Polska, doradzał stosowanie tzw. terapii szokowej. Najpierw przyczynił się do zahamowania hiperinflacji w Boliwii w 1985, poprzez regulacje cen benzyny. Te wydarzenia przyniosły mu światowy rozgłos, dlatego m.in. został poproszony o udzielenie pomocy doradczej Polsce przez Ambasadę RP w Waszyngtonie. W 1989 Sachs jako 35-latek był ekonomicznym doradcą „Solidarności”, przygotował wstępny projekt programu transformacji polskiej gospodarki – planu Balcerowicza, doradzał pierwszemu postkomunistycznemu rządowi we wprowadzaniu radykalnych reform gospodarczych. Plan miał na celu błyskawiczne odcięcie się od centralnie planowanej gospodarki. Gwałtowne zmiany między innymi spowodowały zamknięcie wielu miejsc pracy, które jakoby nie miały szansy na konkurencyjność w nowym systemie. Po przeprowadzeniu gospodarczych reform w Polsce Sachs doradzał też Jugosławii i Rosji, gdzie nie udało się osiągnąć sukcesu, głównie z powodu braku przychylności państw Zachodu oraz błędnych założeń systemowych.
Jeffrey Sachs jest także twórcą tzw. ekonomii klinicznej (nazwa od podobieństwa do medycyny klinicznej). Ekonomia kliniczna opiera się na wszechstronnej i głębokiej analizie sytuacji kraju tak, aby działaniami na każdym z pól (kultura, warunki sanitarne, zdrowie, infrastruktura, model rządów, geografia itd.) skierować go na ścieżkę rozwoju. Ten model rozwoju jest promowany przez zwolenników (m.in. Sachs, Milton Friedman) terapii szokowej. Postuluje się, że podczas przewrotu politycznego lub katastrofy środowiskowej powinno się szybko przeforsować reformy wolnorynkowe w celu ożywienia gospodarki. Naomi Klein krytykuje takie postępowania jako nieodpowiedzialne za efekty ujemne i pozbawione procesów demokratycznych we wdrażaniu reform.
Przedmiotem badań Sachsa są powiązania między poziomem zdrowia a rozwojem krajów – geografia ekonomiczna, globalizacja, transformacje gospodarcze, międzynarodowe rynki finansowe, koordynacja międzynarodowej polityki makroekonomicznej, wschodzące rynki, wzrost i rozwój gospodarczy, polityka makroekonomiczna w krajach wysoko rozwiniętych i rozwijających się oraz inne zagadnienia ekonomiczne w ujęciu globalnym.
W 1976 Sachs summa cum laude obronił licencjat, a dwa lata później został magistrem Uniwersytetu Harvarda. W 1980, mając zaledwie 26 lat, uzyskał stopień doktora na Uniwersytecie Harvarda. W 2007 Uniwersytet Ekonomiczny w Krakowie przyznał mu doktorat honoris causa. W 2019 również Uniwersytet Łódzki nadał mu doktorat honoris causa.
Sachs zrobił błyskawiczną karierę akademicką i już w 1983 został profesorem na Uniwersytecie Harvarda, gdzie przez 20 lat był wykładowcą. W lipcu 2002 Sachs został dyrektorem Instytutu Ziemi (Director of The Earth Institute) Columbia University w Nowym Jorku, gdzie jest profesorem ustawodawstwa dotyczącego ochrony zdrowia i rozwoju. Był także specjalnym doradcą Sekretarza Generalnego ONZ Ban Ki-moon, a wcześniej także Kofi Annana do spraw Milenijnych Celów Rozwoju (Millennium Development Goals). Sachs był też dyrektorem Projektu Milenijnego ONZ, doradcą Międzynarodowego Funduszu Walutowego, Banku Światowego, OECD, WHO i Programu Rozwoju Narodów Zjednoczonych.
W książce Koniec z nędzą. Zadanie dla naszego pokolenia z 2005 Sachs twierdząc, że „Rządy Afryki są nędzne, ponieważ Afryka jest biedna” (Africa’s governance is poor because Africa is poor) odwrócił powszechnie przyjęte założenie. Według Sachsa, dzięki odpowiedniej polityce, masowe ubóstwo – 1,1 miliarda ludzi żyjących za mniej niż 1$ dziennie – może zostać zwalczone w ciągu 20 lat. Za przykład mogą służyć Chiny i Indie; Chinom w ciągu ostatnich dwóch dekad udało się wydźwignąć z biedy 300 milionów ludzi. Kluczowym elementem miałby być znaczny wzrost pomocy międzynarodowej – z 65 mld $ w 2002 do 195 mld $ przed rokiem 2015. Sachs podkreśla duże znaczenie geografii; Afryka jest słabo rozwinięta i podatna na rozprzestrzenianie się chorób, lecz te problemy, dzięki odpowiednim środkom, mogą zostać rozwiązane: występowanie chorób, takich jak malaria, może być kontrolowane, a odpowiednia infrastruktura stworzona. Bez dokładnego określenia celów elity polityczne będą dalej koncentrować się na rabunkowej eksploatacji zasobów naturalnych, a inwestycje i rozwój pozostaną w sferze marzeń.
Jednocześnie jest często krytykowany, zwłaszcza przez środowiska gospodarczych keynesistów i socjaldemokratów, którzy oceniają jego koncepcje jako utopijne i przyczyniające się wyłącznie do zwiększenia ubóstwa na świecie.

## Życie prywatne
Jeffrey Sachs jest żonaty z Sonią Ehrlich Sachs, która jest pediatrą. Mają trójkę dzieci, Lisę, Hannah i Adama.

## Odznaczenia
- Krzyż Komandorski Orderu Odrodzenia Polski (Polska, 1999)[3]
- Order Padma Bhushan (Indie, 2007)[4]
- Order Krzyża Ziemi Maryjnej III klasy (Estonia, 2019)[5]